# Selaginella eclipes
Selaginella eclipes é uma espécie de vegetal nativa da américa do norte, faz parte da família selaginellaceae.

## Descrição
Ocorre em zonas úmidas, campos e pantânos. As folhas vegetativas são curtas e escamosas, os esporófilos ficam localizados em cones de esporos na ponta dos brotos ou ramos. O caule horizontal fica na superfície do solo,  nas folhas vegetativas tem estruturas minúsculas semelhantes a dentes. As folhas vegetativas são mais largas e acima da base, e estreitam-se em direção à ponta.